# 小行星1379
小行星1379（1379 Lomonosowa）是一颗围绕太阳公转的小行星。1936年3月19日，格利果利·N·諾伊明在克里米亚发现了此天体。
該小行星以俄羅斯博學家米哈伊爾·羅蒙諾索夫命名。
这颗小行星的绝对星等为32.04857等。